# William Eley
William Eley là một cầu thủ bóng đá người Anh thi đấu ở vị trí outside right.

## Sự nghiệp
Eley thi đấu cho Matlock Town và Bradford City.
Đối với Bradford City ông có 1 lần ra sân ở Football League.